# Kwietniki
Kwietniki est une localité polonaise de la gmina de Paszowice, située dans le powiat de Jawor en voïvodie de Basse-Silésie.